# Cyphon tsushimanus
Cyphon tsushimanus es una especie de coleóptero de la familia Scirtidae.

## Distribución geográfica
Habita en Japón.